# Alsókomárnok
Alsókomárnok (szlovákul: Nižný Komárnik) község Szlovákiában, az Eperjesi kerület Felsővízközi járásában.

## Fekvése
Felsővízköztől 15 km-re északkeletre, a Ladomér-patak partján fekszik.

## Története
A falu a 17. század elején a vlach jog alapján keletkezett, első írásos említése 1618-ból származik „Also Komarnik” néven. Makovica várának uradalmához tartozott. Lakói a 17. században favágással, fazsindely készítéssel foglalkoztak. 1787-ben 32 házában 237 lakos élt.
A 18. század végén Vályi András így ír róla: „Alsó, és Felső Komárnyik. Két tót falu Sáros Várm. földes Uraik G. Áspremont Uraság, lakosaik katolikusok, többen ó hitűek, fekszenek Zboróhoz más fél mértföldnyire, harmitzadgya is van egyiknek; határbéli földgyeik soványasok, fájok mind a’ két féle, ’s legeljök is elegendő van, vagyonnyaik selejtesek, marhákkal kereskedést indíthatnak.”
1828-ban 33 háza volt 253 lakossal. Kiterjedt erdei a 19. században Vestphalen gróf birtokában voltak.
Fényes Elek 1851-ben kiadott geográfiai szótárában így ír a faluról: „Alsó- és Felső-Komárnik, Sáros v. 2 egymáshoz igen közel fekvő orosz falu, a gallicziai és zempléni határszéleken, a makoviczi uradalomban: 69 romai, 440 g. kath., 18 zsidó lak. Alsó-Komarnyikon postahivatal van. Határuk sziklás, sovány; erdejük igen nagy; szarvasmarhát sokat tartanak.”
1863-tól gőzfűrész működött a településen. 1880 és 1910 között sok lakosa vándorolt ki a tengerentúlra. A falu az első világháborús harcokban majdnem elpusztult. 1920 előtt Sáros vármegye Felsővízközi járásához tartozott.
1944 őszén súlyos harcok dúltak itt szovjet és német csapatok között, melyekben a település nagy károkat szenvedett.

## Népessége
| Év:            | 1994. | 2004.    | 2014.    | 2024.   |
| -------------- | ----- | -------- | -------- | ------- |
| Emberek száma: | 173   | 146      | 174      | 185     |
| Eltérés:       |       | -15,60 % | +19,17 % | +6,32 % |

| Év:            | 2023. | 2024.   |
| -------------- | ----- | ------- |
| Emberek száma: | 182   | 185     |
| Eltérés:       |       | +1,64 % |

1910-ben 307, többségben ruszin lakosa volt (220 fő: 71,7%), jelentős német kisebbséggel (53 fő: 17,3%). Magyar 13 (4,2%), tót azaz szlovák 3 (1%) élt a faluban. Egyéb nemzetiséghez 18-an tartoztak.
2001-ben 165 lakosából 144 szlovák és 16 ruszin volt.
2011-ben 181 lakosából 68 szlovák, 50 cigány és 46 ruszin.

## Nevezetességei
- A falu Volodimír Sičinský építész tervei alapján 1938-ban épített görögkatolikus fatemplomáról híres. Benne 18. századi ikonosztáz látható, mely Tőketerebesről származik.
- Határában van az Északkeleti-Kárpátok legalacsonyabb hágója, a Duklai-hágó. Itt vezet át a fontos kereskedelmi út Lengyelországba.
- Szabadtéri múzeuma van.